# Domingo Villar (escritor)
Domingo Villar Vázquez (Vigo, Pontevedra, 6 de marzo de 1971 - Vigo, 18 de mayo de 2022) fue un escritor español de novela negra que escribía en lengua gallega. Sus libros han sido traducidos a varios idiomas.

## Literatura
Con Ojos de agua, su primera novela publicada en 2006, presentó al inspector Leo Caldas. Caldas es un personaje solitario, tímido, que goza paseando de noche por las calles de Vigo. Fumador y amante del vino blanco, le gusta contemplar el mar y escuchar música en algún club de jazz. Colabora, con no mucho entusiasmo, en un programa de radio. Su ayudante es Rafael Estévez, un zaragozano que tiene dificultades para relacionarse con los gallegos y su retranca. Esta extraña y singular pareja se encarga de investigar el crimen de un joven saxofonista que los conduce a las noches de las tabernas y los clubes de jazz.
La playa de los ahogados, publicada en 2009, es su segunda novela y también la segunda aparición de Leo Caldas y su ayudante Rafael Estévez. La trama comienza con la aparición en la playa de Panxón de un marinero muerto con las manos atadas. El día a día de un pueblo marinero y turístico, los miedos escondidos y las mentiras del pasado son el escenario por donde pasea un Leo Caldas que no sabe hacia dónde dirigir su vida personal.
Falleció el 18 de mayo de 2022 de accidente cerebrovascular a los 51 años de edad, tras haber sido ingresado en el Hospital Álvaro Cunqueiro de Vigo dos días antes por este motivo.
En enero del año 2025 el Ayuntamiento de Vigo inaugura una escultura en homenaje al escritor obra de Pedro Dobao ubicada en el céntrico Parque de la Alameda.

## Cine
En 2014 se rodó La playa de los ahogados, filmada en diferentes localizaciones de las rías gallegas (Panxón, Vigo, La Guardia). El elenco incluyó a Carmelo Gómez, Antonio Garrido, Carlos Blanco y Marta Larralde, entre otros. La película fue dirigida por Gerardo Herrero.

## Obras
- 2006: Ojos de agua, Siruela
  - (Gallego: Ollos de auga)
  - (Inglés : Water-blue eyes, tr. Martin Schifino)
  - (Alemán: Wasserblaue Augen, tr. Peter Kultzen)
  - (Italiano: Occhi di acqua, tr. S. Sichel)
  - (Sueco: Nattens mörka toner: Ett fall för kommissarie Leo Caldas, tr. Lena E. Heyman)

- 2009: La playa de los ahogados, Siruela
  - (Gallego: A praia dos afogados)
  - (Inglés: Death on a Galician shore, tr. Sonia Soto)
  - (Alemán: Strand der Ertrunkenen, tr. Carsten Regling)
  - (Sueco: De drunknades strand, tr. Lena E. Heyman)
  - (Francés: La plage des noyés, tr. Dominique Lepreux)

- 2019: El último barco, Siruela
  - (Gallego: O último barco)
  - Editado como audiolibro en 2020.[5]

- 2021: Algunos cuentos completos, Ed.Siruela.
  - (en gallego: Algúns contos completos. Ed. Galaxia)

- 2023: Síbaris, Ed.Siruela. (obra de teatro póstuma)

## Premios
- Premio Sintagma (2007)[6]
- Premio Antón Losada Diéguez (2010)[7]
- Libro del año por la Federación de Libreros de Galicia (2010)[8]
- Premio Brigada 21[9]
- XXV Premio Nacional Cultura Viva Narrativa (2016)[10]
- Vigués distinguido en 2022.[11]